# 宮西希
宮西 希（みやにし のぞみ、4月23日- ）は、埼玉県春日部市出身（生まれは千葉県船橋市）の箏奏者。
日本の伝統楽器「箏」を用い、伝統邦楽界のしきたりや流儀にとらわれず、ニューミュージック界で活動し始めた最初のアーティスト。
自ら作曲・編曲・演奏をしソロ曲、ピアノやギターとのデュオ、箏・ピアノ・ウッドベースとのトリオ、バンド形式等、いくつもの箏の姿を見せる。
ポップでオリジナリティあふれる楽曲は、現在もテレビなどのメディアで多く使用されている。
ジャズ、ロック、ポップスなどに代表されるポピュラー・音楽と「箏」という楽器との融合を実現させた活動で、ステージでは立って演奏するなど（箏は本来、床や椅子に座って演奏する座奏であった）自由なスタイルで今までの箏の概念を簡単に打ち破っている。
「箏曲を人前で弾かないため箏曲演奏家と名乗れない」との理由で、自らKotistと称して新しいカタチを表現している。

## 来歴
箏曲を教える母親の手ほどきで3歳で初舞台。ただし本人は「覚えていない」と語っている。伝統的な箏曲の中ではかなり新しい流派である生田流筑紫会の大師範。芸名は宮西歌陽希（かよき）。幼い頃より母親の社中の一員として舞台出演を重ね、小・中学生の頃は週末の楽屋で宿題をしたりテスト勉強をしていたという。
作曲も幼い頃から始め、処女作は「さくらんぼ」という歌。おそらく4歳くらい、とは本人談。当然譜面も書けないので、母親がカセットテープに録音した。その歌を大人になってから聞いたとき、なぜ習ってもいないのにこういう曲が作れたのか自分でも不思議だと話している。
一方でピアノは、本人の希望とは異なりなかなか習わせてもらえず、教室のオルガンで他の子どもが弾いている曲を耳で覚え弾くようになった。まだ正式に習っていない頃に、教師から音楽会のクラスのピアノ伴奏者に選ばれたという。楽譜はまだ読めず、自分で編曲した伴奏を弾いたとのこと。おそらくその頃にはすでに絶対音感があったと思う、と語っている。
10歳の頃、近所のピアノ教室に通い始めるも、譜面通りに弾かず「こちらの方が良い」と編曲し伴奏をつけて弾いてしまうのを見て、ピアノ教師が「自分の手には負えない。作曲家の先生を探すように」と母親に告げる。作曲家のピアノ教師にこれまでの作品を聞かせたところ、音楽理論の基礎を教えてもらいながら、発表会などは自らの編曲で映画音楽やポップスを妹と連弾するなど、かなり自由に教えてもらったとのこと。
中学校時代は吹奏楽部に所属。当初はフルートを担当していたが、教師の指示でオーボエに転向。本人曰く「フルートは向いていない」。この3年間で学校にあった吹奏楽器を全て触り、どの楽器でもとりあえずの指使いを覚えたことが、後のアレンジにとても役に立ったという。
この思春期には母親への反発もあり、箏を弾かなかった時期もあるそう。ただ、この時期に自身に「絶対音感があること、西洋音楽と邦楽の両方の言葉が分かって使える（弾ける）ことが自分の特徴だと気づいて、箏で新しい音楽を作りたいと思った」そうだ。当時「箏はNHKの教育テレビで金屏風に緋毛氈で古典を弾いているのしか見られなかった。もっとテレビでも普通に箏の音が流れる世の中になったらいいな、と思って」現在の活動を目指すべく、箏を学ぶ最高峰である芸大に進もうと考えた。
高校は埼玉県立伊奈学園総合高等学校へ。専攻は芸術・音楽。「ここでの3年間がなかったらいまの私はいない」と言うほど、本人にとって音楽的にも人間的にも大切な時期だった様だ。
高校卒業後、東京芸術大学音楽学部へ入学。専攻は邦楽・箏曲生田流。大学では「何度も途中でやめそうになった」と言うほど馴染まなかったらしい。本人曰く「伝統的な箏曲を学ぶ場であって、新しいことをしたい自分には窮屈だった」とのこと。ただし「ここでしっかり箏曲の勉強をできたことと、普段なら教えて頂けないような素晴らしい演奏家の先生方に教えて頂けたことは宝物」だという。

## 活動歴
東京芸術大学卒業後、日本、中国、韓国の3カ国の伝統楽器の代表奏者によって構成される楽団「オーケストラ・アジア」に参加。SkyPerfecTV! 246ch.「ECO MUSIC TV」（制作：第一興商）の番組『eco music colors』で、自らが作曲したオリジナルのインストゥルメンタル作品が番組で採用。それをきっかけに本格的な作曲／音源制作を経て、2002年秋、アルバム『Steps to the Moon』（日本クラウン）発表、ソロアーティストとしてメジャー・デビュー。
ザ・コブラツイスターズのシングル曲「サクラサク平成十七年」、『RAG FAIR』のDVD「おまたせ!ラグ定食」に参加する他、テレビ・ラジオ番組やイベント他で坂崎幸之助、川村結花、斎藤誠、押尾コータローなど様々なアーティスト達とのコラボレーションを実現させ、2005年第47回日本レコード大賞でのアルパ奏者上松美香とのセッションで全国的に注目を浴びた。 
全国各地でイベントや番組にも多く出演し、目の前にいる客から受けたリクエスト曲をその場で即興演奏するライブ・パフォーマンスなども話題となっている。そもそもはKiss FMの番組内でリクエスト楽曲をCDではなく箏で弾き始めたのがきっかけとのこと。ジャンルを問わない楽曲（J-POP、ハードロック、アニメソング、CMソングなどから童謡、演歌、クラシックまで）にチャレンジしているが、これは「KOTOっちゃうぞ〜コーナー」と名付けられライブでは名物コーナーとなっていき、ついにはオリジナル楽曲のCD以外にこのコーナーで弾いたものの中から選曲されたCDまでリリースされている。
2011年東日本大震災後は直後の4月から、1人で車を運転し東北へ向かい、避難所を訪れ音楽での支援を開始。そこでの「体に食料が必要なように、心にはエンタテインメントが不可欠」という体験をブログ等に綴るうち、ファンから「活動の支援をしたい」との声が上がり「Music for Youプロジェクト」を発足。被災地訪問を続けている他、病院コンサートなどもこのプロジェクトとして行なっている。 
2013年1月、5枚目のアルバム『じゃぱねすけ』をリリース。東北の避難所で多くの人が涙した「春紫苑～ハルジオン～」をはじめ、日本人としてのアイデンティティを意識して作られた「じゃぱねすけ」「SAMURAI Z」「京都へ」など自らプロデュースした曲の他、アレンジ・プロデュースにギタリスト天野清継を起用し、さらに広がりを増したアルバムに仕上がっている。
2019年10月、アルバム「じゃぱのおと～Japanote～『舞ひらり』」を発表。全7曲オリジナル。津軽三味線や和太鼓など和楽器も採用、宮西 希自ら「笙」を吹いている。
各地でのコンサートやイベント、ラジオ・テレビの公開放送、学校コンサートなどの他、教育の現場に招かれての授業・進路講演、教員への研修等、様々なシーンに精力的に出演している。
現在もNHKワールド JAPANでは毎日のように「Sunset」がBGMとして使用されている他、 国内のTVなどでも日々楽曲が流れている。

## 演奏スタイル
ステージやイベントなどの演奏は、箏を台（スタンド）に載せて立って演奏する「立奏」スタイルである。台の高さは、約７５ｃｍである。演奏時の衣装は、洋服である。
このように台に載せて立って演奏する理由は、箏の裏側に穴（ホール）があり、床に近い位置に箏を設置した場合、そこから出ている音がすぐに床にぶつかってしまうのに対して、床から離すことで穴から出た音を台の下部に配置する２枚の板で反響させる効果をも得るためである。なお、当初の台は、当時のプロデューサー兼マネージャーの手作り品であったが、現在の台は、木工作家の岸本邦男が作成したオリジナルである。
コンサートは、箏のみのパターン、箏＋アコースティックギター奏者のパターン、箏＋ピアノ奏者のパターン、箏＋ピアノ奏者＋ウッドベース奏者のパターン、箏＋アコースティックギター奏者＋ピアノ奏者のパターン＋ベース奏者のパターンなどがあり、ドラム奏者が参加することもある。
コンサートやイベントによっては、マルチ・キーボード奏者のようにステージに二十絃箏と十三絃箏それぞれを台（スタンド）に載せて設置し、曲によって（または曲の途中で）二十絃箏と十三絃箏を使い分ける。
二十絃箏であっても、全ての音階を再現できるわけではないので、曲に合わせて演奏前に柱（じ）（または箏柱（ことじ））を移動させてチューニングを変えて演奏する。さらに、曲によっては、曲の途中でも柱を移動させてチューニングを変えて演奏することもある。

## 主な使用楽器
・二十絃箏
二十絃箏は、実際には絃が２１本あるが、２０本の箏が開発されたときの名称がそのまま用いられている。二十絃箏の楽譜は、五線譜を用いている。二十絃箏の絃は、西洋音階で並んでいて、音の数としては二十一あるが音域としては２オクターブ半、つまりスタンダードな箏と音域が一緒である。
コンサートやイベントでは、愛称“ことじろう”と愛称“おじゃじゃ”のいずれかが二十絃箏として使用されている。使用されている二十絃箏の大きさは、例えば長さが185cm、幅が40cmである。
また、サインでかかれるキャラクターは、「ことじろう」であり、箏を載せる台にも、このキャラクターが描かれている。
・十七絃箏（ベース箏）
　十七絃箏は、絃の数が１７本である。低音の演奏で用いられている。使用されている十七絃箏の大きさは、例えば長さが210cm、幅が35cmである。
・十三絃箏
　十三絃箏は、１３本の絃が張ってある。十三絃箏の楽譜は、漢数字で書かれていて「箏譜」という。なお、箏譜は、生田流は縦書きであり、山田流は横書きである。全ての絃には名前があり「一二三四五六七八九十斗為巾」、１３絃で２オクターブ半の音域を持つ。基本的な調絃（平調子）は、「D・G・A・♭B・D・♭E・G・A・♭B・D・♭E・G・A」である。使用されている十三絃箏の大きさは、例えば長さが184cm、幅が26cmである。
・ソプラノ箏
ソプラノ箏は、絃の数が１３本であり、レコーディング等で使用され、高音部を担当している。ソプラノ箏の長さは、通常の十三絃箏の約半分である。

## 番組出演
インストゥルメンタルの、しかも和楽器のアーティストであることから、デビュー当初は「着物を着たおこと奏者が来る」と思われ、番組出演がなかなか決まらずプロモーションにはとても苦労した。初期のマネージャー兼プロデューサーが精力的に足で全国各地をまわりプロモーション。その結果、業界内では話題になる程番組出演（特にラジオ番組）を果たす。
本人は子供の頃からテレビよりもラジオが大好きだったと公言しており、Kiss-FM KOBEやKBSラジオでレギュラー番組を持った。「Kotoっちゃう」という言葉はKiss-FM KOBEの番組『宮西希のJトラディショナルPOP』から生まれた。番組に集まったリクエスト曲を即興で弾いたことから、箏ソロでのJ-POPカバーアルバム「ちょっとひとりKOTO」「ちょっとひとりKOTO2」が日本クラウンからリリースされた。
また、各局でゲスト出演の際、番組パーソナリティからのリクエストに次々と応じ箏で即興演奏するのが話題となり、特にFM長崎やFM岡山でゲスト出演予告後にはFAXやメールでリクエストが殺到するようになる。
＜主な出演＞
TBS「第47回日本レコード大賞」 ／フジテレビ「おまたせ!!ラグ定食」／テレビ朝日「ポカポカ地球家族」「やぐちひとり」 ／WOWOW「ザ・プライムショー」／NHK教育「花鳥風月堂」 ／千葉テレビ「M'zip!（ミュージップ）」 「白黒アンジャッシュ」／テレビ東京「おはスタ」／tvk「HAMA大国」 「とっておき自遊食感ハマランチョ!」 「オンガクのDNA」 ／BSジャパン／テレ玉 
TBSラジオ「大沢悠里のゆうゆうワイド」「安住紳一郎の日曜天国」／TOKYO FM「恵俊彰のディアフレンズ」 「赤坂泰彦のディアフレンズ」 「中西哲生のクロノス」／J-WAVE「GOOD MORNING TOKYO」 「CLASSY CAFE」／JFN「『坂崎さんの番組』という番組」 「ON THE PLANET」／FM横浜「AIR CRUISE」 「THE BREEZE」「Breeze」「Lovely Day」／NHK-FM「邦楽ジョッキー」 ／Bay-FM「ビートルズから始まる。」／Inter-FM／文化放送／ニッポン放送／ラジオ日本
UHB（北海道文化放送）／AIR-G'（FM北海道）／STVラジオ（札幌テレビ放送）／FM NORTH WAVE／HBCラジオ／NHK-FM（FM北海道）／TBCラジオ（東北放送）／ラヂオもりおか／IBCラジオ（岩手放送）／岩手めんこいテレビ／ABSラジオ（秋田放送）／ラジオ福島／FM福島／FMBerry（エフエム栃木）／FM群馬／IBSラジオ（茨城放送）／CRTラジオ（栃木放送）メ～テレ（名古屋テレビ）「どですか」 「げりらっパ」 ／東海ラジオ「宮地佑紀生の聞いてみや～ち」／静岡第一テレビ／SBSテレビ（静岡放送）／中京テレビ／K-MIX（静岡エフエム）／SBSラジオ／FMA（FM愛知）／ZEP-FM／東海ラジオ／CBCラジオ（中部日本放送）／RADIO i（愛知国際放送）／FM富士／FM三重／Radio80（岐阜FM）／ZFラジオ（岐阜放送）／WBS和歌山放送／MBSラジオ「ありがとう浜村淳です」「ナニワ音楽ショウ押尾コータローの押しても弾いても」／OBS／ラジオ大阪／α-Station「MOVING FILE」 ／KBS京都／KBSテレビ（京都放送）／NHK-FM（大阪）／Kiss-FM KOBE／ラジオ関西／FM COCOLO／e-radio（FM滋賀）／FM新潟／FM富山／FM福井／FM PORT／エフエム石川／KNBラジオ北日本放送／BSNラジオ（新潟放送）／FBC-iラジオ（福井放送）／SBCラジオ／FM岡山「Fresh Morning OKAYAMA」 「TWILIGHT PAVEMENT」 「牛嶋俊明ドリームファクトリー」／FM愛媛／／FM徳島／FM香川／JRTラジオ（四国放送）／西日本放送／RCCラジオ／HMF（広島FM）／RSKラジオ（山陽放送）／BSSラジオ（山陰放送）／CROSS FM／FM福岡／RKB毎日放送／LOVE FM／NHK 総合テレビ（福岡）／NHK-FM（福岡）／KBCラジオ（九州朝日放送）／FM SAGA／FM長崎「日曜音楽館」 ／NBCテレビ（長崎放送）／NBCラジオ（長崎放送）／OBSラジオ（大分放送）／RKKラジオ（熊本放送）／FMK（FM熊本）／MRTラジオ（宮崎放送）／FM沖縄／RBCiラジオ／ラジオ沖縄＜レギュラー番組＞
- Kiss-FM KOBE 「kotist 宮西希のJトラディショナルPOP！」
- KBSラジオ（京都放送）「宮西希のちょっとひとりKOTO」

## 主な使用楽曲
| 曲名            | タイアップ                                          |
| --------------- | --------------------------------------------------- |
| Spring yellow   | NTT docomo お正月インフォメーションTV-CM            |
| Sunset          | NHK WORLD Weaternews                                |
| Silent Pleasure | クリナップTV-CM                                     |
| 都路            | MBSラジオ「ラジオウォーク」                         |
| 都路            | RKBラジオ「山内惠介の歌の道標」                     |
| 春、ふたたび    | 京都・二条城まつり TV-CM Radio-CM                   |
| トマトマン      | フジテレビ「ノンストップ！笠原将弘のおかず道場」BGM |

## ディスコグラフィー

### アルバム
- 「Steps to the Moon」(CRCI-20554)2002年10月23日[12]
- 「ちょっとひとりKOTO」(CRCI-20571)2003年8月21日[12]
- 「Eternal feeling」(CRCI-20605)2004年8月25日[12]
- 「ちょっとひとりKOTO 2 -LOVE BALLADS-」(CRCI-20620)2005年4月27日[12]
- 「じゃぱねすけ」(FPCD-1002)2013年1月30日[4]
- 「じゃぱのおと〜Japanote〜『舞ひらり』」(HMCCP-1012)2019年10月1日[5]

### DVD
- 「Steps to the Moon」2003年5月21日[12]

### オムニバス
- 「新音楽紀行　JAPANESE STYLE」2002年
- 「邦楽ニューウェーブ」2003年